# 赤珠苋属
赤珠苋属（学名：Bosea）是莧科的一属木本植物，共3种，主要分布于密克罗尼西亚群岛、塞浦路斯及西喜马拉雅地区。果实为浆果。赤珠苋属应归属于莧科下的哪个亚科还有待确定。